# 阮德達
阮德達（越南语：／；1825年—1887年），字豁如，號南山主人，又號南山養叟，又號可庵主人。越南阮朝官員。

## 生平
阮德達是乂安省英山府清漳縣南金總南金上社橫山村（今乂安省南壇縣慶山社南金村）人，嘉隆十一年（1812年）出生，父親是吏部員外郎阮光登。紹治七年（1847年），阮德達參加乂安場鄉試，考中舉人。嗣德六年（1853年），阮德達參加會試，考取該科第一甲進士及第，與同總忠勤社阮文交並為該科探花。初授翰林院侍講，領乂安督學，後為承天府掌印。嗣德二十三年（1870年），再任乂安督學，代理清化按察使，後陞任清化布政使。不久改為代理興安巡撫。嗣德二十六年（1873年），法國人進攻北圻，北圻動亂。阮德達保境安民，嗣德帝下詔嘉獎，並正式任命其為巡撫。但阮德達因病辭歸家鄉。
返鄉之後，阮德達寄懷山水，著書講學，引以為樂。同慶二年（1887年），阮德達去世，年六十三歲。

## 作品
阮德達著有《南山窗課》、《南山叢話》、《葫樣詩集》、《勤儉彙編》、《考古臆說》、《越史賸評》、《可庵文集》等。